# Stille chaos
Stille chaos is een lied van de Nederlandse rapformatie Equalz in samenwerking met de Nederlandse rapformatie Broederliefde. Het werd in 2021 als single uitgebracht en stond in hetzelfde jaar als zevende track op het album Represent van Equalz.

## Achtergrond
Stille chaos is geschreven door Rangel Silaev, Bryan du Chatenier, Brandel Drenthe, Emerson Akachar, Javiensley Dams, Jerzy Miquel Rocha Livramento, Melvin Silberie en Navharony Wolff en geproduceerd door Trobi. Het is een liefdeslied dat past in het genre nederhop met effecten uit de dancehall. In het lied rappen en zingen de artiesten over feesten en dansen en het plezier en het gevoel van vrijheid wat deze activiteiten met zich meebrengen. Op de B-kant van de single staat een instrumentale versie van het lied. Het is de eerste en anno 2023 de enige hit die de twee rapformaties met elkaar hebben. 

## Hitnoteringen
De artiesten hadden bescheiden succes met het lied in Nederland. Het stond op de 76e plaats van de Single Top 100 in de enige week dat het in deze hitlijst te vinden was. De Top 40 en haar Tipparade werden niet bereikt.